# ISO 19110
 (février 2022).
Si vous disposez d'ouvrages ou d'articles de référence ou si vous connaissez des sites web de qualité traitant du thème abordé ici, merci de compléter l'article en donnant les références utiles à sa vérifiabilité et en les liant à la section « Notes et références ».
ISO 19110:2005 est une norme internationale intitulée Information géographique - méthodologie de catalogage des entités élaborée par le comité technique 211 (ISO/TC211) "Information géographique-géomatique" de l'Organisation internationale de normalisation (ISO). 
Elle définit un cadre pour décrire des classes d'entités géographiques, leurs propriétés, leurs relations et leur regroupement au sein de catalogues. La norme ISO 19110 fournit des diagrammes de modélisation exprimés en UML ainsi qu'un modèle pour la description des catalogues d'entités.
Une entité géographique est la représentation d'un phénomène du monde réel associée à une localisation par rapport à la Terre. Ce peut être le sommet d'une montagne, une voie ferrée, une forêt, l'épicentre d'un séisme, etc. Ces entités géographiques peuvent être regroupées en classes du fait qu'elles partagent les mêmes propriétés. Les classes peuvent être reliées entre elles par des relations sémantiques (une commune est composée de sections cadastrales, elles-mêmes composées de parcelles) ou des relations topologiques (un pont peut être vu comme l'intersection d'une route et d'un cours d'eau). Les entités géographiques possèdent des propriétés représentées par des attributs.
Les entités géographiques peuvent être regroupées au sein de catalogues afin de présenter à l'utilisateur final une vue globale de l'ensemble des données nécessaires au traitement d'une problématique donnée (ensemble des zonages réglementaires en matière d'environnement sur une région par exemple).
La norme ISO 19110 permet d'atteindre un niveau de granularité fin pour décrire des données géographiques qui composent un lot de données. Elle est utilisée au sein de la norme plus globale ISO 19115 qui décrit l'ensemble des métadonnées (auteurs, mode de diffusion, système de projection, etc.) et participe à ce que l'on appelle la "famille" des normes sur l'information géographique (ISO 19100).